# Gert Fredriksson
Gert Fredriksson (Nyköping, Suècia 1919 - íd. 2006) fou un piragüista suec que destacà entre el 1948 i el 1960, guanyador de vuit medalles olímpiques.

## Biografia
Va néixer el 21 de novembre de 1919 a la ciutat de Nyköping, població situada al comtat de Södermanland.
Morí el 5 de juliol de 2006 a la seva residència de Nyköping.

## Carrera esportiva
Va participar, als 28 anys, en els Jocs Olímpics d'Estiu de 1948 celebrats a Londres (Regne Unit), on aconseguí guanyar la medalla d'or en les proves de K-1 1000 m. i K-1 10000 metres. En els Jocs Olímpics d'Estiu de 1952 realitzats a Hèlsinki (Finlàndia) tornà a guanyar la prova del K-1 1000 m., si bé únicament fou segon en el K-1 10000 metres. En els Jocs Olímpics d'Estiu de 1956 realitzats a Melbourne (Austràlia) tornà a guanyar la medalla d'or en la prova de K-1 1000 m. i el K-1 10000 metres, sent aquesta l'última vegada que es va disputar aquesta última prova en uns Jocs Olímpics. En els Jocs Olímpics d'Estiu de 1960 realitzats a Roma (Itàlia) aconseguí guanyar la medalla d'or en la prova de K-2 1000 metres i la medalla de bronze en el K-1 1000 metres, a més de no aconseguí classificar-se per a la final de la prova masculina del K-1 4x500 m. relleus.
Al llarg de la seva carrera ha guanyat 11 medalles en el Campionat del Món de piragüisme, entre elles set medalles d'or, dues medalles de plata i dues medalles de bronze. Així mateix fou 32 vegades campió del seu país de piragüisme (1 vegada del K-1 500 m., 16 vegades del K-1 1000 m. i 15 vegades del K-1 10000 metres).